# Ватанабе Іппей (плавець)
Ватанабе Іппей (18 березня 1997) — японський плавець.
Олімпійський юнацький чемпіон 2014 року, учасник Ігор 2016 року.
Призер Чемпіонату світу з водних видів спорту 2017, 2019 років.
Переможець Пантихоокеанського чемпіонату з плавання 2018 року.
Призер Азійських ігор 2018 року.